# Samsung Galaxy Note 20
Les Samsung Galaxy Note 20 et Galaxy Note 20 Ultra sont deux smartphones haut de gamme de type phablette du constructeur sud-coréen Samsung qui a été annoncé le 5 août 2020.
Ils remplacent les Samsung Galaxy Note 10. La gamme Galaxy Note est abandonnée après le Note 20. Le Samsung Galaxy S21 Ultra sorti l'année suivante est compatible avec le S pen et le Samsung Galaxy S22 Ultra a un logement dédié pour le ranger.

## Caractéristiques

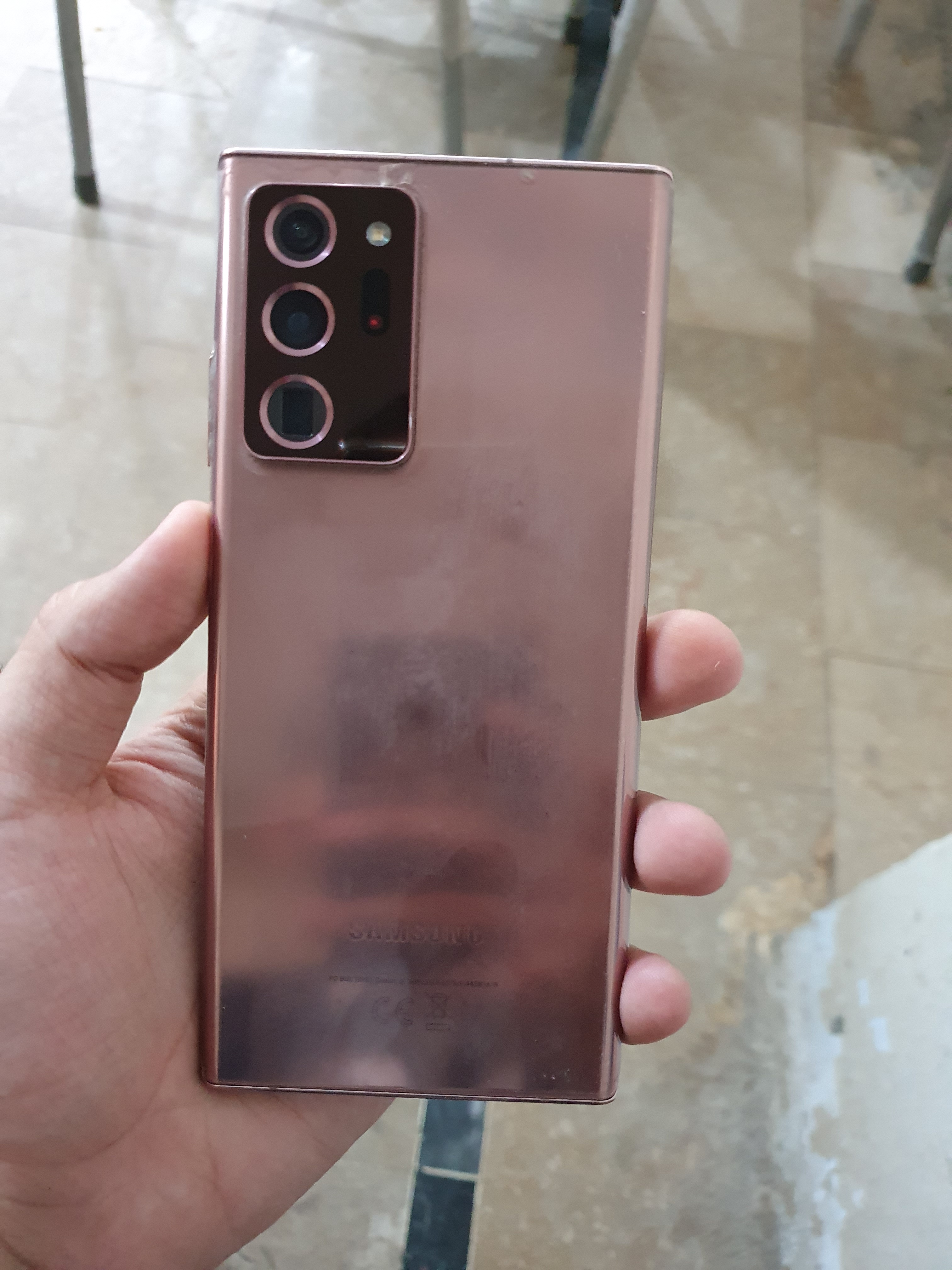
Vue arrière

Ce modèle, annoncé le 5 août 2020, existe en version Note 20 Ultra. Il reprend le design du modèle précédent. L'écran du Note 20 n'est plus petit que d'un dixième de pouce par rapport à celui du Note 10+, et une version Ultra bien plus grande est proposée.
Il s'agit du premier de la série Note à posséder un écran avec un taux de rafraîchissement  de 120 Hz, bien que comme le S20, ce mode n'est pas disponible avec l'affichage QHD+.
Il est équipé d'un SoC Qualcomm Snapdragon 865+ pour l'Asie et l'Amérique du Nord, et d'un Exynos 990 pour le reste du monde.
Il est capable de filmer en 8K comme le S20 et se dote d'un capteur laser pour améliorer la mise au point automatique.